# V4199 Sagittarii
V4199 Sagittarii eller HD 181558 är en ensam stjärna i den norra delen av stjärnbilden Skytten. Den har en genomsnittlig skenbar magnitud av 6,25 och är mycket svagt synlig för blotta ögat där ljusföroreningar ej förekommer. Baserat på parallax enligt Gaia Data Release 2 på 13,99 mas beräknas den befinna sig på ett avstånd på ca 689 ljusår (ca 211 parsek) från solen. Stjärnan rör sig närmare solen med en heliocentrisk radialhastighet av -23 km/s. Den har en följeslagare av magnituden 9,96 med en vinkelseparation på 90,9 bågsekunder vid en positionsvinkel på 310°, år 2003.

## Egenskaper
V4199 Sagittarii är en blå jättestjärna av spektralklass av B5 III. Den har en massa motsvarande ca 4 solmassor, en radie motsvarande ca 3 solradier  och utsänder energi från dess fotosfär av ca 316 gånger solen vid en effektiv temperatur av ca 14 700 K.

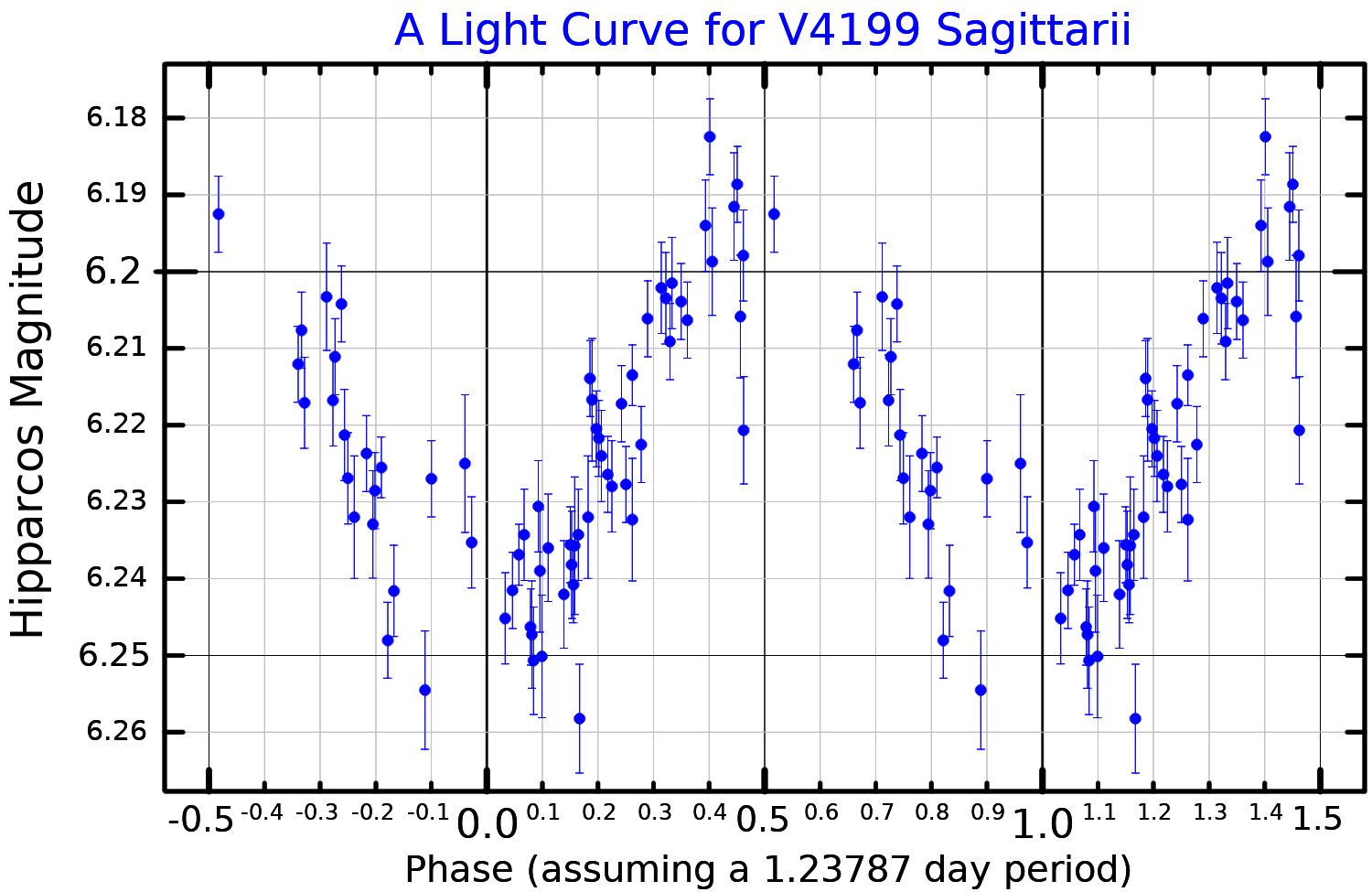
Ljuskurva i synliga bandet för V4199 Sagittarii plottade från Hipparcos-data.

V4199 Sagittarii varierar i skenbar visuell magnitud mellan 6,22 och 6,28 med en period av 1,23825 dygn. I Bright Star Catalogue listades den som en huvudseriestjärna av klass B5 V, även om färgerna antyder en något mer utvecklad stjärna. Den fotometriska variationen hos stjärnan angavs av C. Waelkens och F. Rufener 1984. Den är en flerperiodisk långsamt pulserande B-stjärna med en dominant frekvens på 0,80780 ± 0,00010 cykler/dygn.